# 閏月
閏月（うるうづき、じゅんげつ）とは、太陰太陽暦において加えられる「月」のこと。これによって一年が13か月となる。

## 解説
太陰暦は、空の月の欠けているのが満ちそして再び欠けるまでを「一か月」とし、それを12回繰り返すことで12か月すなわち「一年」としている。しかしこの月の満ち欠け（平均朔望月=約29.530 589日）による12か月は約354.3671日であり、太陽暦の一年（約365.2422日）とくらべて約11日ほど短いので、この太陰暦をこのまま使い続けると暦と実際の季節が大幅にずれてしまう。このずれは11×3 = 33日つまり3年間で1か月分ほどになる。
そこで太陰太陽暦ではこの太陰暦の12か月に、約3年に一度、1か月を加え13か月とし、季節とのずれをなるべく少なくする調整をする。この挿入された月を「閏月」という。閏月の挿入の仕方は、まず二十四節気の節気と中気を、立春は一月の節気、雨水は一月の中気とするなど、以下のように一年12か月それぞれの月に割り当てる。
| 月名 | 一月 | 二月 | 三月 | 四月 | 五月 | 六月 | 七月 | 八月 | 九月 | 十月 | 十一月 | 十二月 |
| ---- | ---- | ---- | ---- | ---- | ---- | ---- | ---- | ---- | ---- | ---- | ------ | ------ |
| 節気 | 立春 | 啓蟄 | 清明 | 立夏 | 芒種 | 小暑 | 立秋 | 白露 | 寒露 | 立冬 | 大雪   | 小寒   |
| 中気 | 雨水 | 春分 | 穀雨 | 小満 | 夏至 | 大暑 | 処暑 | 秋分 | 霜降 | 小雪 | 冬至   | 大寒   |

そして暦をそのまま使い続けると、各月の日付と二十四節気とは次第にずれが重なってくる。そのずれで中気が本来割り当てられた月のうちに含まれなくなったとき、その月を閏月としたものである。ただし同じ二十四節気を用いた太陰太陽暦でも、暦法によっては閏月を置く方法はこれとは異なる場合がある。閏月の挿入の有無が太陰太陽暦と太陰暦との違いである。閏月の月名は、その前月の月名の前に「閏」を置いて呼称する。例えば「四月」の次に挿入される閏月は「閏四月」と呼ぶ。また閏月が加わることにより、年末に立春を迎えることがある（年内立春）。太陰太陽暦では閏月を挿入した年のことを閏年という。
閏月を19年の間に7回加えると、ほぼ誤差なく暦を運用できることは古代から知られていた。これは太陽暦の19年が、太陰暦の19年と7か月の日数にほぼ等しいことによるもので、この周期をメトン周期（中国では「章」）という。
中国では殷の時代から暦に閏月を入れることが行われていたが、それは天体を観測して季節と暦のずれに注意し、閏月が必要なときには、十二月の次にひと月足して13か月にするという方法であった。殷や周の時代に用いられていた太陰太陽暦における閏月は必ず年末に置かれ（歳末置閏）、その閏月は当時使われていた文字である甲骨文字や金文では「十三月」と書かれた。当時は閏月の挿入にははっきりしたルールが確立しておらず、閏月の挿入は現代から見るとかなり大雑把だったため、時には同一年の年末に閏月が2回連続して挿入される場合もあり、甲骨文字ではその2番目の閏月を示す「十四月」の用例もある。また顓頊暦も歳末置閏であったが、顓頊暦では十月を年初、九月を年末としていたため、顓頊暦の閏月は「後九月」と呼ばれた。
春秋時代の頃にはメトン周期の原理が使われており、さらに太初暦以来、二十四節気の中気を基準とした置閏法によって閏月が暦に入れられている。太初暦以降の置閏法は歳中置閏となったため、閏月は「十三月」と表現するのではなく、前述のように挿入位置により「閏四月」「閏七月」などのように表現し、偶然年末に置かれる場合であっても「閏十二月」と呼ぶ。やがてこの方式の閏月の入る太陰太陽暦は、日本や朝鮮、ベトナムなどといった漢字文化圏に広まり、漢字文化圏各国で幾度か改暦が行われた。
日本で最初に使われた太陰太陽暦は、中国で元嘉10年（442年）から行われた元嘉暦であったとされており、幾度かの改暦を経て、閏月の入る太陰太陽暦は明治時代の政府による改暦まで使い続けられた。しかしながら閏月をどの時期に入れるかについては、同じ時代でも地域によって食い違うことがあった。例えば日本では古来より西日本では伊勢暦、東日本では三島暦が主に用いられたが、時として閏月を挿入する時期が異なっていたので、日本国内で日付の異なる暦を使っていた事がある。
なおユダヤ暦も閏月の入る太陰太陽暦だが、日本や中国の太陰太陽暦とは異なり常に年末に閏月（第13月）が挿入される。インドでも太陰太陽暦が使われているが、インドの太陰太陽暦は黄道十二宮によって閏月を暦に入れている。イスラム暦は完全な太陰暦なので、太陰太陽暦のような閏月は存在しない。2020年はグレゴリオ暦5月23日から閏4月となる。

## 閏月の実例
以下は太陰太陽暦における閏月の加わり方について、明治3年（1870年 - 1871年）を例とし表を用いて解説する。日本の暦は明治5年に太陰太陽暦（天保暦）から太陽暦（グレゴリオ暦）に切替わったが、その二年前の明治3年は閏月のある最後の年であった。表は国立国会図書館デジタルコレクションの『明治三庚午暦』、『明治四辛未頒暦』、『明治五壬申頒暦』をもとに作成した。
太陰太陽暦の詳細については他項に譲るが、ごく簡単に触れておくと以下の通りである。
現在の太陽暦の「月」の日数は「31日」、「30日」、「28日」または「29日」の四つだが、太陰太陽暦では月の満ち欠けに基づく「30日」と「29日」の二つであり、「30日」を「大の月」、「29日」を「小の月」とする。しかもこの月の大小は、月の満ち欠けの仕方などによってその順番が年ごとに変わる。以下の明治3年の例では小・大・大・小・大・小・大・小・大・小・小・大・小の順となっている。そこに、約15日おきに定められる二十四節気の節気と中気を月ごとに割り振って暦を用いている。
| 月             | 日付        | 日付 | 日付 | 日付       | 日付       | 日付       | 日付 | 日付       | 日付       | 日付 | 日付       | 日付 | 日付       | 日付        | 日付        | 日付        | 日付 | 日付 | 日付       | 日付       | 日付       | 日付 | 日付 | 日付       | 日付       | 日付 | 日付       | 日付       | 日付        | 日付        |
| 月             | 1           | 2    | 3    | 4          | 5          | 6          | 7    | 8          | 9          | 10   | 11         | 12   | 13         | 14          | 15          | 16          | 17   | 18   | 19         | 20         | 21         | 22   | 23   | 24         | 25         | 26   | 27         | 28         | 29          | 30          |
| -------------- | ----------- | ---- | ---- | ---------- | ---------- | ---------- | ---- | ---------- | ---------- | ---- | ---------- | ---- | ---------- | ----------- | ----------- | ----------- | ---- | ---- | ---------- | ---------- | ---------- | ---- | ---- | ---------- | ---------- | ---- | ---------- | ---------- | ----------- | ----------- |
| 1月 （小）     |             |      |      | 立 春 1 月 |            |            |      |            |            |      |            |      |            |             |             |             |      |      | 雨 水 1 月 |            |            |      |      |            |            |      |            |            |             | -           |
| 2月 （大）     |             |      |      |            | 啓 蟄 2 月 |            |      |            |            |      |            |      |            |             |             |             |      |      |            | 春 分 2 月 |            |      |      |            |            |      |            |            |             |             |
| 3月 （大）     |             |      |      |            | 清 明 3 月 |            |      |            |            |      |            |      |            |             |             |             |      |      |            | 穀 雨 3 月 |            |      |      |            |            |      |            |            |             |             |
| 4月 （小）     |             |      |      |            |            | 立 夏 4 月 |      |            |            |      |            |      |            |             |             |             |      |      |            |            | 小 満 4 月 |      |      |            |            |      |            |            |             | -           |
| 5月 （大）     |             |      |      |            |            |            |      | 芒 種 5 月 |            |      |            |      |            |             |             |             |      |      |            |            |            |      |      | 夏 至 5 月 |            |      |            |            |             |             |
| 6月 （小）     |             |      |      |            |            |            |      |            | 小 暑 6 月 |      |            |      |            |             |             |             |      |      |            |            |            |      |      |            | 大 暑 6 月 |      |            |            |             | -           |
| 7月 （大）     |             |      |      |            |            |            |      |            |            |      | 立 秋 7 月 |      |            |             |             |             |      |      |            |            |            |      |      |            |            |      | 処 暑 7 月 |            |             |             |
| 8月 （小）     |             |      |      |            |            |            |      |            |            |      |            |      | 白 露 8 月 |             |             |             |      |      |            |            |            |      |      |            |            |      |            | 秋 分 8 月 |             | -           |
| 9月 （大）     |             |      |      |            |            |            |      |            |            |      |            |      |            | 寒 露 9 月  |             |             |      |      |            |            |            |      |      |            |            |      |            |            | 霜 降 9 月  |             |
| 10月 （小）    |             |      |      |            |            |            |      |            |            |      |            |      |            | 立 冬 10 月 |             |             |      |      |            |            |            |      |      |            |            |      |            |            | 小 雪 10 月 | -           |
| 閏 10月 （小） |             |      |      |            |            |            |      |            |            |      |            |      |            |             | 大 雪 11 月 |             |      |      |            |            |            |      |      |            |            |      |            |            |             | -           |
| 11月 （大）    | 冬 至 11 月 |      |      |            |            |            |      |            |            |      |            |      |            |             |             | 小 寒 12 月 |      |      |            |            |            |      |      |            |            |      |            |            |             | 大 寒 12 月 |
| 12月 （小）    |             |      |      |            |            |            |      |            |            |      |            |      |            |             | 立 春 1 月  |             |      |      |            |            |            |      |      |            |            |      |            |            |             | -           |

上の表で見られるように、ひと月の内にそれぞれ節気と中気が割り当てられており、1月から10月までの節気と中気は本来割り当てられた通りの組合せとなっている。しかし10月の次は「閏10月」となり、閏10月には本来11月の節気である「大雪」だけが入る。
10月の次をそのまま11月にすると、11月の中気である「冬至」がその次の12月に来る。つまり日付よりも二十四節気のほうが遅れることになる。そこで本来割り振られた中気が来ない月は閏月とする太陰太陽暦の決まりに従い、11月になるところを閏10月とし、「冬至」が12月に来ないようにした。
閏10月の次の11月は、「冬至」のほかに12月の節気と中気である「小寒」と「大寒」を含み、12月には1月の節気である「立春」が15日にきている（年内立春）。節気と中気が本来割り振られた月に無く、二十四節気が日付から見て半月ほど先に進んでいるが、太陰太陽暦は中気を暦の基準とし、中気が本来割り振られた月の内に来る事を肝心とする。閏月を入れたことによって、次の年の明治4年では中気がその通りにおさまっている。
| 月          | 日付       | 日付 | 日付       | 日付 | 日付       | 日付       | 日付 | 日付 | 日付       | 日付 | 日付        | 日付        | 日付 | 日付 | 日付 | 日付       | 日付       | 日付 | 日付       | 日付 | 日付       | 日付       | 日付 | 日付       | 日付        | 日付        | 日付 | 日付 | 日付 | 日付 |
| 月          | 1          | 2    | 3          | 4    | 5          | 6          | 7    | 8    | 9          | 10   | 11          | 12          | 13   | 14   | 15   | 16         | 17         | 18   | 19         | 20   | 21         | 22         | 23   | 24         | 25          | 26          | 27   | 28   | 29   | 30   |
| ----------- | ---------- | ---- | ---------- | ---- | ---------- | ---------- | ---- | ---- | ---------- | ---- | ----------- | ----------- | ---- | ---- | ---- | ---------- | ---------- | ---- | ---------- | ---- | ---------- | ---------- | ---- | ---------- | ----------- | ----------- | ---- | ---- | ---- | ---- |
| 1月 （小）  | 雨 水 1 月 |      |            |      |            |            |      |      |            |      |             |             |      |      |      | 啓 蟄 2 月 |            |      |            |      |            |            |      |            |             |             |      |      |      | -    |
| 2月 （大）  | 春 分 2 月 |      |            |      |            |            |      |      |            |      |             |             |      |      |      | 清 明 3 月 |            |      |            |      |            |            |      |            |             |             |      |      |      |      |
| 3月 （小）  | 穀 雨 3 月 |      |            |      |            |            |      |      |            |      |             |             |      |      |      |            | 立 夏 4 月 |      |            |      |            |            |      |            |             |             |      |      |      | -    |
| 4月 （大）  |            |      | 小 満 4 月 |      |            |            |      |      |            |      |             |             |      |      |      |            |            |      | 芒 種 5 月 |      |            |            |      |            |             |             |      |      |      |      |
| 5月 （大）  |            |      |            |      | 夏 至 5 月 |            |      |      |            |      |             |             |      |      |      |            |            |      |            |      | 小 暑 6 月 |            |      |            |             |             |      |      |      |      |
| 6月 （小）  |            |      |            |      |            | 大 暑 6 月 |      |      |            |      |             |             |      |      |      |            |            |      |            |      |            | 立 秋 7 月 |      |            |             |             |      |      |      | -    |
| 7月 （大）  |            |      |            |      |            |            |      |      | 処 暑 7 月 |      |             |             |      |      |      |            |            |      |            |      |            |            |      | 白 露 8 月 |             |             |      |      |      |      |
| 8月 （小）  |            |      |            |      |            |            |      |      | 秋 分 8 月 |      |             |             |      |      |      |            |            |      |            |      |            |            |      |            | 寒 露 9 月  |             |      |      |      | -    |
| 9月 （大）  |            |      |            |      |            |            |      |      |            |      | 霜 降 9 月  |             |      |      |      |            |            |      |            |      |            |            |      |            |             | 立 冬 10 月 |      |      |      |      |
| 10月 （小） |            |      |            |      |            |            |      |      |            |      | 小 雪 10 月 |             |      |      |      |            |            |      |            |      |            |            |      |            | 大 雪 11 月 |             |      |      |      | -    |
| 11月 （小） |            |      |            |      |            |            |      |      |            |      | 冬 至 11 月 |             |      |      |      |            |            |      |            |      |            |            |      |            |             | 小 寒 12 月 |      |      |      | -    |
| 12月 （大） |            |      |            |      |            |            |      |      |            |      |             | 大 寒 12 月 |      |      |      |            |            |      |            |      |            |            |      |            |             | 立 春 1 月  |      |      |      |      |

また節気と中気の来る月々の日付は次第に遅れている。上の明治4年の表では「雨水」が1月1日、「春分」が2月1日、「穀雨」が3月1日に来ているが、「小満」は4月3日、「夏至」は5月5日、「大暑」は6月6日、「処暑」は7月9日…と、次第に日にちのずれが大きくなっている。
これは上でも述べたように、約十五日おきに定められる二十四節気が一巡する日数よりも、月の満ち欠けの繰り返しによる一年のほうが短いからで、このまま暦を使えば日付と二十四節気はずれを積み重ね、本来割り振られた月に節気と中気が戻る。ただしこの明治4年では、まだ各々の節気が本来より一つ前の月に来ており、年末に「立春」がある。次の明治5年では日付と二十四節気のずれはさらに重なり、6月からは本来の節気と中気の組合せに戻っている。閏月の入る太陰太陽暦は、おおよそこうした流れの繰り返しで成り立っている。
| 月          | 日付 | 日付       | 日付 | 日付       | 日付       | 日付       | 日付        | 日付 | 日付 | 日付 | 日付       | 日付       | 日付 | 日付 | 日付       | 日付       | 日付       | 日付 | 日付 | 日付       | 日付        | 日付        | 日付 | 日付 | 日付 | 日付       | 日付       | 日付       | 日付 | 日付       |
| 月          | 1    | 2          | 3    | 4          | 5          | 6          | 7           | 8    | 9    | 10   | 11         | 12         | 13   | 14   | 15         | 16         | 17         | 18   | 19   | 20         | 21          | 22          | 23   | 24   | 25   | 26         | 27         | 28         | 29   | 30         |
| ----------- | ---- | ---------- | ---- | ---------- | ---------- | ---------- | ----------- | ---- | ---- | ---- | ---------- | ---------- | ---- | ---- | ---------- | ---------- | ---------- | ---- | ---- | ---------- | ----------- | ----------- | ---- | ---- | ---- | ---------- | ---------- | ---------- | ---- | ---------- |
| 1月 （小）  |      |            |      |            |            |            |             |      |      |      | 雨 水 1 月 |            |      |      |            |            |            |      |      |            |             |             |      |      |      | 啓 蟄 2 月 |            |            |      | -          |
| 2月 （大）  |      |            |      |            |            |            |             |      |      |      |            | 春 分 2 月 |      |      |            |            |            |      |      |            |             |             |      |      |      |            | 清 明 3 月 |            |      |            |
| 3月 （小）  |      |            |      |            |            |            |             |      |      |      |            |            |      |      | 穀 雨 3 月 |            |            |      |      |            |             |             |      |      |      |            |            | 立 夏 4 月 |      | -          |
| 4月 （大）  |      |            |      |            |            |            |             |      |      |      |            |            |      |      | 小 満 4 月 |            |            |      |      |            |             |             |      |      |      |            |            |            |      | 芒 種 5 月 |
| 5月 （大）  |      |            |      |            |            |            |             |      |      |      |            |            |      |      |            | 夏 至 5 月 |            |      |      |            |             |             |      |      |      |            |            |            |      |            |
| 6月 （小）  |      | 小 暑 6 月 |      |            |            |            |             |      |      |      |            |            |      |      |            |            | 大 暑 6 月 |      |      |            |             |             |      |      |      |            |            |            |      | -          |
| 7月 （大）  |      |            |      | 立 秋 7 月 |            |            |             |      |      |      |            |            |      |      |            |            |            |      |      | 処 暑 7 月 |             |             |      |      |      |            |            |            |      |            |
| 8月 （大）  |      |            |      |            | 白 露 8 月 |            |             |      |      |      |            |            |      |      |            |            |            |      |      |            | 秋 分 8 月  |             |      |      |      |            |            |            |      |            |
| 9月 （小）  |      |            |      |            |            | 寒 露 9 月 |             |      |      |      |            |            |      |      |            |            |            |      |      |            | 霜 降 9 月  |             |      |      |      |            |            |            |      | -          |
| 10月 （大） |      |            |      |            |            |            | 立 冬 10 月 |      |      |      |            |            |      |      |            |            |            |      |      |            |             | 小 雪 10 月 |      |      |      |            |            |            |      |            |
| 11月 （小） |      |            |      |            |            |            | 大 雪 11 月 |      |      |      |            |            |      |      |            |            |            |      |      |            | 冬 至 11 月 |             |      |      |      |            |            |            |      | -          |
| 12月 （大） |      |            |      |            |            |            | 小 寒 12 月 |      |      |      |            |            |      |      |            |            |            |      |      |            |             | 大 寒 12 月 |      |      |      |            |            |            |      |            |

明治5年11月9日（1872年12月9日）、太陰太陽暦を廃止し太陽暦に改める旨の詔書が政府より発せられ、同年12月3日にはこの日が太陽暦に基づき明治6年（1873年）1月1日と定められた。よって本来大の月である明治5年12月は公式には2日しかないことになった。

## 正閏論
閏月は一年の内ではあるが、一月から十二月までの本来の12か月からは外れた存在であり、また同じ月がたとえば「八月」「閏八月」と2か月連続することになる。このことから、閏月を異端になぞらえ、或る程度の期間並立した複数の王朝のうちで、どれが正統でどれが異端であるかを論じる議論を「正閏論」（せいじゅんろん）と呼ぶようになった。
「天に二日なく、地に二王なし」との『礼記』の記述から中国及びその影響を受けた諸国では、「本来皇帝はただ一人であるから、過去の複数の皇帝が居た時代においてもどれか一つの皇帝を正統として歴史書を記すべきである」という思想が支配的であった。中国では三国時代の魏と蜀の正閏論、日本では南北朝正閏論が有名である。